# Temporada 1968-1969 del Club Joventut Badalona
La temporada 1968-1969 va ser la 30a temporada en actiu del Club Joventut Badalona des que va començar a competir de manera oficial. La Penya va disputar la seva 13a temporada consecutiva a la màxima categoria del bàsquet espanyol, acabant la competició en la segona posició, una posició per sobre de l'aconseguida la temporada anterior. Aquesta temporada també es va proclamar campió de la Copa del Generalíssim.

## Resultats
Lliga espanyola
A la lliga espanyola finalitza en la segona posició de 12 equips participants. En 22 partits disputats va obtenir un bagatge de 15 victòries, 3 empats i 4 derrotes, amb 1.649 punts a favor i 1.378 en contra (+271).
Copa del Generalíssim
El Joventut va guanyar aquesta edició de la Copa del Generalíssim. A vuitens de final va eliminar el RDC Espanyol per 74 a 51, i a quarts es va desfer del Club Atlético San Sebastián guanyant els dos partits. A semifinals va derrotar el Picadero JC, refent-se de la desfeta de la temporada anterior, vencent tant l'enfrontament de l'anada com el de la tornada. A la final, disputada a Ourense, va guanyar al Reial Madrid per 82 a 81.
Altres competicions
La Penya va guanyar la darrera edició del Trofeu Joan Antoni Samaranch, la catorzena, derrotant en la final al CD Mataró per 92 a 55.

## Plantilla
La plantilla del Joventut aquesta temporada va ser la següent:
| Club Joventut Badalona: plantilla 1968-69 |
| Jugadors                                  |
| Francesc Buscató                          |
| Josep Lluís                               |
| Alfonso Martínez Gómez                    |
| Enric Margall                             |
| Narcís Margall                            |
| Lluís Miguel Santillana                   |
| Guifré Gol                                |
| Agustí Rabassa                            |
| Josep Maria Oleart                        |
| Jordi Grau                                |
| Entrenador                                |
| Eduard Kucharski                          |